# 1235 Schorria
1235 Schorria é um asteroide cruzador de Marte que possui uma magnitude absoluta de 12,68 e um diâmetro estimado de 9 km.
Com base dos estudos da curva de luz, Schorria tem um período de rotação de 1265 horas. Schorria, foi observado, de fevereiro a abril de 2009. O período foi determinado como sendo aproximadamente 1265 ± 80 h (cerca de 51,7 dias). Isso faz com que o asteroide esteja entre os corpos menores conhecidos com rotações mais lentas.

## Descoberta
1235 Schorria foi descoberto no dia 18 de outubro de 1931 pelo astrônomo Karl Wilhelm Reinmuth através do Observatório Heidelberg-Königstuhl. Foi nomeado em homenagem ao astrônomo alemão Richard Schorr.

## Características orbitais
A órbita de 1235 Schorria tem uma excentricidade de 0,154455 e possui um semieixo maior de 1,910167 UA. O seu periélio leva o mesmo a uma distância de 1,615132 UA em relação ao Sol e seu afélio a 2,205202 UA.